# Barisey-au-Plain
Barisey-au-Plain település Franciaországban, Meurthe-et-Moselle megyében. Lakosainak száma 392 fő (2022. január 1.). Barisey-au-Plain Allamps, Bagneux, Barisey-la-Côte, Colombey-les-Belles, Saulxures-lès-Vannes és Autreville községekkel határos.

## Népesség
A település népességének változása:
| Lakosok száma | 274  | 317  | 329  | 304  | 401  | 406  | 399  | 396  | 394  | 392  |
|               | 1968 | 1982 | 1999 | 2006 | 2011 | 2015 | 2017 | 2018 | 2020 | 2022 |